# Jiří Flieger
Jiří Flieger (* 20. března 1932) byl český a československý politik Komunistické strany Československa a poúnorový poslanec Národního shromáždění ČSSR a Sněmovny lidu Federálního shromáždění.

## Biografie
Ve volbách roku 1960 byl zvolen za KSČ do Národního shromáždění ČSSR za hlavní město Praha. Mandát obhájil ve volbách v roce 1964. V Národním shromáždění zasedal až do konce jeho funkčního období v roce 1968. K roku 1968 se uvádí profesně jako technický náměstek ředitele závodu z obvodu Michle-Spořilov.
Po federalizaci Československa usedl roku 1969 do Sněmovny lidu Federálního shromáždění (volební obvod Praha 4-Michle, Spořilov), kde setrval do prosince 1970, kdy rezignoval na poslanecký post.